# ギリシア・ローマ伝記神話辞典
『ギリシア・ローマ伝記神話辞典』（ギリシア・ローマでんきしんわじてん、英: Dictionary of Greek and Roman Biography and Mythology）は、ウィリアム・スミスが編纂した古典古代の伝記辞典。
1844年から1849年にかけて、テイラー、 ウォルトン・アンド・メイバリー、マレーの3社によってロンドンで出版された。全3巻、3700ページ以上に及ぶ。19世紀の辞書学の古典作品の一つで、『ギリシア・ローマ古代史辞典』及び『ギリシア・ローマ地理辞典』の姉妹版。

## 著者とその範囲
スミスの辞典では、編集者に加えて、無署名の項目の著者35人を列挙している。主としてオックスフォード大学、ケンブリッジ大学、ラグビー校、ボン大学の古典学者だが、一部の著者は他の機関の学者である。神話学についての項目の大部分は、ドイツ人のレオンハルト・シュミッツによるものである。
伝記に関して、スミスは包括的な内容にすることを目的としており、序文で次のように書いている。
| 「 | この辞典の伝記項目には、最も初期の時代から西暦476年の西ローマ帝国の滅亡、そして 1453年のトルコ人のコンスタンチノープル占領による東ローマ帝国の滅亡に至るまで、ギリシアとローマの作品に登場する重要人物の名前がすべて含まれている。 | 」 |

辞典の価値の大部分は、個々の項目の奥深さや精細さだけでなく、ギリシャやローマの作家に加えて、ルネサンスから19世紀半ばまでの近代学問への豊富で具体的な引用にある。項目では、異なる伝統や権威者の間での意見の相違、近代学者の解釈について頻繁に言及されている。しかしながら、古典作品の異なる版で使用される付番方式が変動的であり、引用での誤植を認識する難しさから、依然として元の資料を確認するべきである。辞典の項目の多くは、最近の作品において参考にされており、ロバート・グレーヴスは、『ギリシャ神話』を書いた際に印象的な資料を盗用したとして非難された。

サミュエル・シャープは、自分の作品をエドワード・バンバリーが盗用したと考えており、1850年9月3日の日記で次のように述べている。
| 「 | スミス博士の『古代伝記辞典』に載っているプトレマイオスについての項目を読んで、私は確かに屈辱を感じました。それらはすべてE.H.バンベリーが私の『エジプト史』を参考にして書いたもので、参考にするために兄のダンから本を借りたにもかかわらず、謝辞は何一つありませんでした。 | 」 |

### 著名な著者
- ジョン・アーネスト・ボード、イングランド国教会の賛美歌作詞家
- クリスチャン・オーガスト・ブランディス、ドイツ人の文献学者
- オールバニー・ジェームズ・クリスティ、教会史学者
- アーサー・ヒュー・クラフ、詩人、フローレンス・ナイチンゲールの助手
- ジョージ・コットン、教育学者、コルカタの司教
- サミュエル・デイヴィッドソン、聖書学者
- ウィリアム・フィッシュバーン ・ドンキン、オックスフォード大学サヴィル天文学教授
- ウィリアム・ボダム・ダン、イギリスの演劇検閲官、演劇審査官
- トーマス・ヘンリー・ダイアー、歴史学者
- エドワード・エルダー、ダラム・スクールとチャーターハウス・スクールの校長
- ジョン・T・グレイヴス、アイルランド人の数学者、オックスフォード大学ベリオール・カレッジのディーン [注釈 2]
- ウィリアム・アレクサンダー・グリーンヒル、医者、メディカルライター
- ヴィルヘルム・イーネ、ドイツ人の歴史学者
- ベンジャミン・ジャウエット、神学者、古典学者、
- ヘンリー・リデル、『A Greek–English Lexicon』の著者の一人、ウェストミンスター・スクールの校長
- ジョージ・ロング、古典学者
- ヘンリー・ハート・ミルマン、イングランド国教会の司祭、セント・ポール大聖堂首席司祭、オックスフォード大学詩学教授
- オーガスタス・ド・モルガン、数学者、論理学者
- ウィリアム・ラムジー、古典学者、グラスゴー大学人文学教授
- レオンハルト・シュミッツ、プロイセンの古典学者、エディンバラ・ロイヤル・ハイ・スクール（RHS）の校長[注釈 3]
- アーサー・ペンリン・スタンリー、神学者、ウェストミンスター寺院首席司祭
- アドルフ・シュテール、ドイツ人の作家、文学史学者
- ルートヴィヒ・フォン・ウルリヒス、ドイツ人の文献学者、考古学者

## 利用と有効性
現在、スミスの辞典はパブリックドメインとなっており、インターネット上で閲覧可能である。
2013年の『オックスフォード古典辞典』第4版は、1949年の初版で「新しいスミス」と評価されたスミスの辞典について、次のように評している。
| 「 | 古代の文学資料のみに依存した事実に基づく内容に関して、その項目は綿密で正確な傾向があり、依然として驚くほど実用的である。 | 」 |

しかし、スミスの辞典には重大な欠点がある。例えば、イリオスとクノッソスについて「編集者は吟遊詩人の空想とみなした。」といった記述のことである。特に最近の発見（アリストテレスの『アテナイ人の国政』、線文字Bの解読など）や碑文資料などの大部分が欠けている。また、辞典が出版されてから数十年、数世紀後に公表されたこともあり、近代の学説などは含まれていない。